# I. Béla magyar király
I. Béla (közismert ragadványnevén: Bajnok Béla; Dévény, Magyar Királyság, 1016 körül – Magyar Királyság, 1063. szeptember 11.), Magyarország királya 1060 decemberétől 1063 szeptemberében bekövetkezett haláláig. A Szent István által megvakíttatott Vazul fia, aki fivére, I. András király legyőzését követően foglalta el a Magyar Királyság trónját három év erejéig. Az ő leszármazottjai voltak a későbbi Árpád-házi királyok.
Béla 1031-ben, apja megvakítását követően hagyta el az országot testvéreivel, Leventével és Andrással, akikkel közösen Lengyelországba menekültek. Itt tért át a kereszténységre, a keresztségben felvett neve az Adalbert lett. II. Mieszko fejedelem szolgálatába állt, akinek el is nyerte leánya, Richeza kezét. Az időközben királlyá koronázott fivére, András hívására visszatért hazájába, ahol az ország egyharmadát kitevő dukátust kormányozta.
A kezdeti békés időszakot követően a fivérek kapcsolata feszültté vált, amikoris András 1057-ben ifjabb királlyá koronáztatta fiát, Salamont, majd 1059 végén Várkonyban arra kényszerítette Bélát, hogy nyilvánosan ismerje el a fiú öröklését. Végül 1060-ban lengyel rokonai segítségével sikeresen megdöntötte fivére uralmát, majd 1060. december 6-án királlyá koronázták Székesfehérvárott. Béla uralkodása alatt zajlott le az 1061. évi országgyűlés, amin megerősítették a keresztény államberendezkedést, egyúttal leverték az utolsó nagy pogánylázadást. Alig három évvel hatalomra kerülését követően, 1063 őszén az unokaöccse megsegítésére érkező német seregek ellen Dömösre gyűlést hívott össze, ahol halálosan megsérült, amikor trónja összeomlott alatta. Bár az ország élén közvetlenül Salamon követte, később két fia, előbb Géza, majd László is hatalomra került.

## Élete

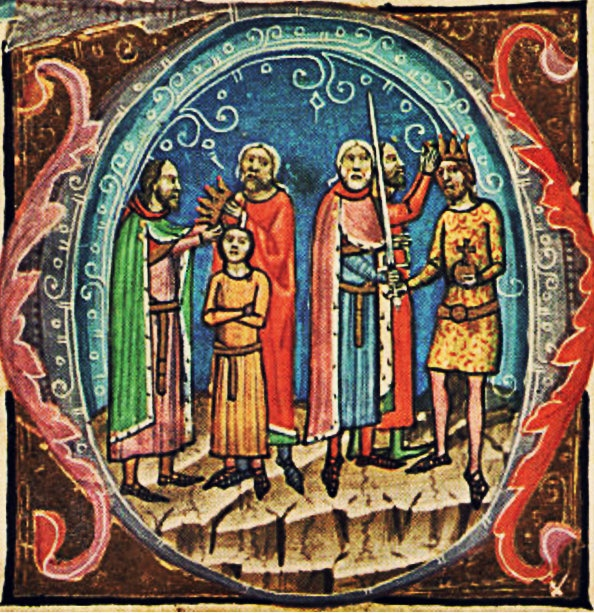
Béla herceg elnyeri a koronát (Miniatúra a Képes krónikából)

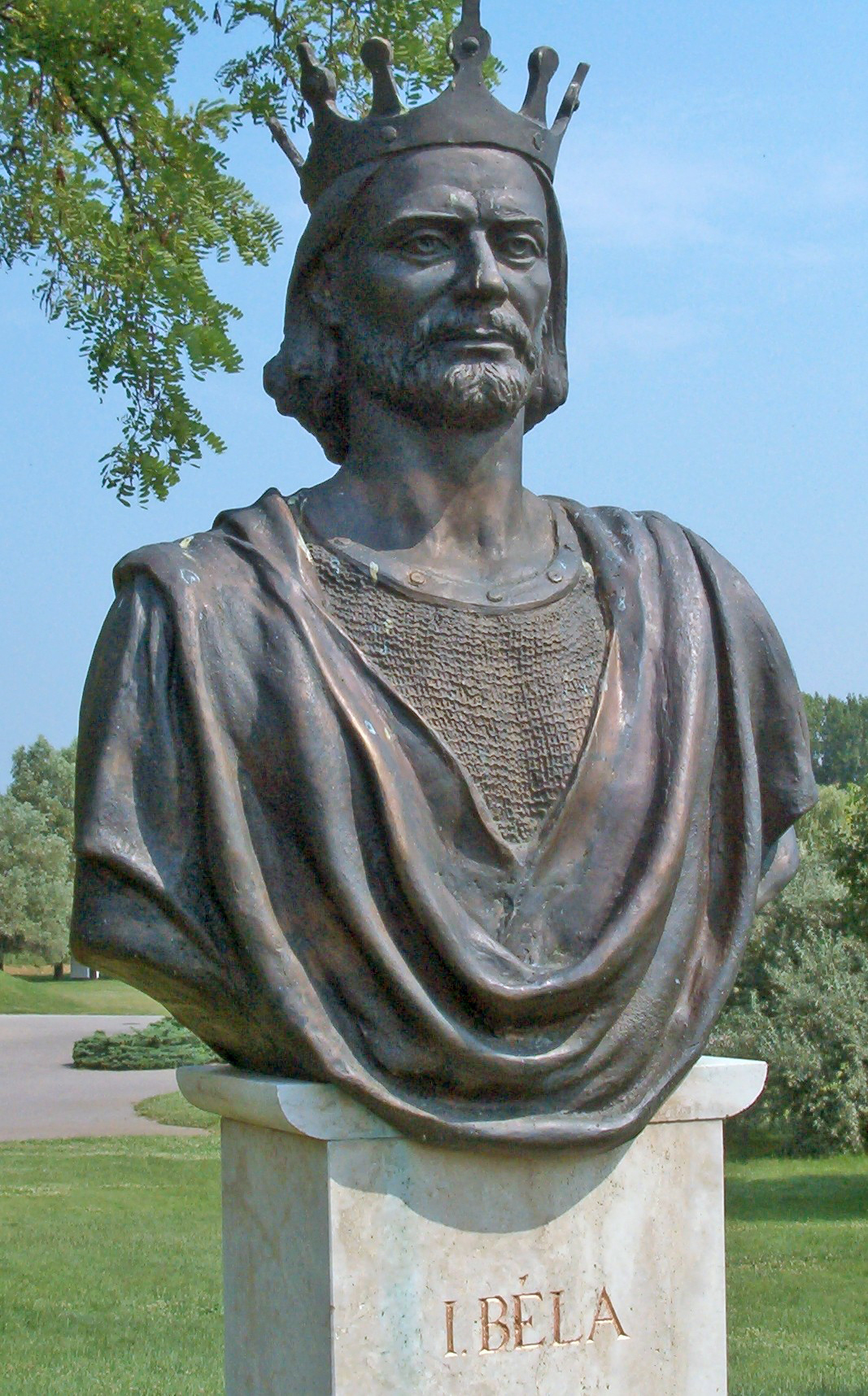
I. Béla király szobra a Nemzeti Történeti Emlékparkban, Ópusztaszeren

### Származása és száműzetése
I. Béla Géza magyar fejedelem öccsének, Mihálynak unokája volt. Apja valószínűleg Vazul volt; bár több korabeli krónika is Vazul öccsét, Szár Lászlót jelöli meg Béla és testvérei apjaként, ennek okai a korabeli politikai események is lehetnek (Vazul fellázadt I. István ellen, ezért nem szívesen ismerték volna be, hogy az Árpád-ház későbbi uralkodói az ő leszármazottai).
Béla születésének éve ismeretlen; történeti emlékeink akkor említik először, amikor testvéreivel, Endrével és Leventével külföldre menekült. Ennek okait és körülményeit ismerjük. A krónika szerint Vazul megvakítása miatt menekültek el. Krónikáink szerint Péter herceg utat akarván magának nyitni a magyar trónra, a három herceg élete ellen tört. I. István élete végső éveiben unokaöccseit nem tudta megvédeni, azt ajánlotta tehát nekik, hogy meneküljenek, s a kedvezőbb időket külföldön várják be.
A hercegek a Cseh Királyságba menekültek, ahol Ulrik herceg udvarában szíves fogadtatásban részesültek. Itt II. Mieszko bujdosó lengyel fejedelemmel találkoztak, akit – miután országát visszaszerezte – Lengyelországba kísértek. Béla jelentékeny szolgálatot tett ennek a fejedelemnek. A pomerániaiak ellen viselt háborúban a lengyel hadak élére állt, és fényes győzelmet vívott ki. Jutalmul a lengyel fejedelem leányának, Richezának kezét nyerte el.

### Visszatérés Magyarországra
Géza lengyelországi tartózkodása alatt magyarok másodszor is fölkeltek Péter király ellen, és 1046-ban Béla bátyját, Endrét hívták meg a trónra. Endre visszahívta Bélát is az országba, átengedte neki az ország harmadrészét és – neki magának fia nem lévén – az örökösödésre is kilátást nyitott neki. Béla a III. Henrik német-római császár ellen viselt háborúkban fényesen kitűnt hadvezéri képességével. A német hadak visszaszorítása és a haza függetlenségének megóvása az ő érdeme. Ezt azzal is tetézte, hogy visszaszerezte az ország déli részeit, melyek a közelebbi zavarok alatt részint a horvát fejedelem kezeibe, részint görög felsőbbség alá jutottak. Időközben Endrének fia született, Salamon. Béla nem ellenezte, hogy apja Salamont már hétéves korában megkoronáztassa.

## Uralkodása
A Képes krónika szerint székesfehérvári koronázásán az „Esto dominus fratrum Tuorum” ének hangzott (Gerics József szerint ez az ének az Egbert-ordóhoz tartozik, amelyet valószínűleg használtak Salamon koronázásában), és a tolmácsolástól félreértés keletkezett: Béla azt értette, hogy a „Légy ura a testvéreidnek” egyházi ének Salamonra vonatkozott, és ezzel Béla urává válna. Ellenségei azonban elhitették Endrével, hogy Béla a korona után áhítozik. Hűségét és önzetlenségét Endre Várkonyban egy, a költészet által később kiszínezett jelenetben tette próbára. Béla, nem érezvén magát biztonságban, Lengyelországba menekült, hol sógorától, II. Boleszlávtól segélyt kért, 1060-ban[forrás?] seregével Magyarországba tört. Endre a csatában elesett; Béla a csatatérről Székesfehérvárra ment, ahol 1060. december 6-án királlyá választották, és megkoronázták.
Röviddel megkoronázása után, 1061-ben országgyűlést tartott Székesfehérvárott, ahova – hatalmának legitimálására – minden faluból meghívatott két-két vént. A városfalakon kívül letáborozott küldöttek közül egyesek a pogány vallás visszaállítását követelték. Nem sokkal később Vata törzsfő (aki 1046-ban vezette a róla elnevezett pogánylázadást) fia, János vezetésével lázadók érkeztek Fehérvár alá, akik elől a király hívei a városba menekültek. A király három napot kért gondolkodásra; ezalatt összehívta Fehérvár alá a közeli vármegyék katonaságát, és szétzúzatta a tömeget, amely már ujjongva várta követéléseinek teljesülését. Ez volt a pogányság utolsó nyílt lázadása Magyarországon.
…uralkodása alatt a magyarok a hitet és keresztséget elhagyták, esztendeig tévelyegvén a hitben, ugy hogy sem pogányoknak sem keresztyéneknek nem látszának, azután azonban tulajdon szántokból a hithez ragaszkodának. Ez minden vásárt adásvevésre szombat napra rendele s országa területén byzanti aranyakat hozata forgásba, mellyeket igen kis ezüst dénárokkal, tudniillik negyvennel, kellett beváltani. A honnan mai napig negyven dénárt aranynak hivnak, nem mintha aranyból volnának, hanem mivel negyven dénár ér vala egy byzanti aranyat. Uralkodott pedig két esztendeig s a harmadikban mult ki e világból, és a maga Szögszárd nevű monostorában temették el. Ő ugyanis szár (kopasz) és szög (barna) szinű vala, miért is monostorát arról nevezve, a millyen testi tulajdonságú maga vala, igy parancsolá hivatni.
Béla a veszedelem elhárítása után sokat tett a fejlődő kereszténység és nemzeti művelődés érdekében; különösen az ipar, kereskedés és a pénzügy rendezésére, s a közjólét emelésére. Amikor 1063-ban IV. Henrik császár gyámjai előkészületeket tettek a Német-római Birodalomba menekült Salamon igényeinek támogatására, Béla megelőzte őket és Ausztriába küldte seregeit, a vállalkozás azonban sikertelen volt.
A király a várható német támadás miatt Dömösre hívott össze országgyűlést. A Képes krónika tanúsága szerint a királyra rászakadt a trónja, és súlyosan megsebesítette: 
A jámbor Béla király ezután betöltve uralkodásának harmadik évét, királyi jószágán, Dömösön összezúzódott beomló trónján; teste gyógyíthatatlan betegségbe esett; az ország néminemű dolgai miatt félholtan vitték a Kanizsva patakjához; ott távozott el a világból. A Szent Megváltó monostorában temették el, melyet maga épített azon a helyen, melynek neve Szögszárd. Merthogy Béla szög színű volt és szár, azért nevezte el Szögszárdnak, a maga állapotáról, monostorát.
A sebesült uralkodót nyugatra vonuló csapatai után szállították, de Dévény környékén belehalt sérülésébe. Az általa alapított szekszárdi apátságban temették el.

## Családja

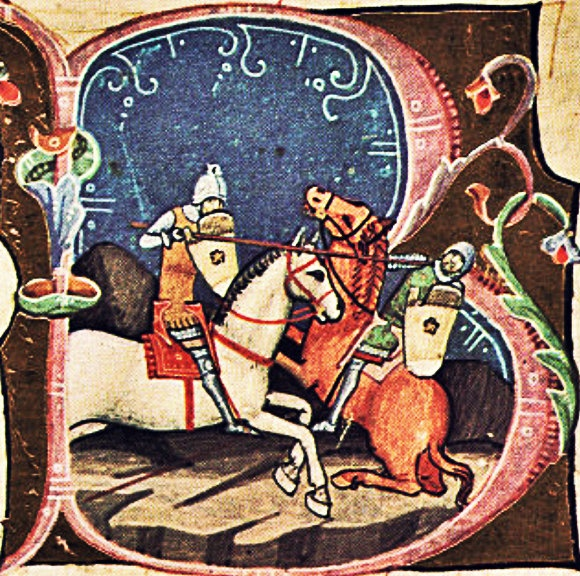
Béla herceg (balra) párviadala egy
pomerániai vitézzel (Képes krónika)

Béla felesége a lengyel fejedelmi hercegnő, Richeza (vagy más névváltozata alapján Rixa) lett. Richeza a Piast-házból származó lengyel fejedelem, II. Mieszko és felesége, az Ezzonen-házból való Richeza elsőszülött leánya volt. Házasságukra valamikor 1033 körül került sor. Nászukból hét gyermek született, három fiú és négy lány. Elsőszülött fiuk a később csak a „Magnus” jelzővel illetett I. Géza, aki 1074 és 1077 között magyar király, akit I. Andráshoz hasonlóan nem örököse, hanem testvére, a későbbi Szent László követte a magyar trónon 1077 és 1095 között. Béla harmadik fia Lampert herceg volt, akinek további életéről keveset tudunk. Négy lányuk közül Zsófia kétszer is házasodott, így weimari-isztriai őrgrófné és szász hercegnéi címet is visel, Eufémia nevű lánya I. Ottóval kötött házassága révén morvai hercegné lett, míg a „Szép Ilona” néven ismertté vált lánya horvát királyné lett Dmitar Zvonimir király feleségeként. Béla legkisebb lányának neve nem maradt fenn.
|                            |           |           |           |           |           | Taksony | Taksony | Taksony    | Taksony    | Taksony    | Taksony    |            |            | Ismeretlen | Ismeretlen | Ismeretlen | Ismeretlen | Ismeretlen | Ismeretlen |         |         |            |            |            |            |            |            |         |         |        |        |         |         |         |         |         |         |  |  |       |       |       |       |       |       |  |  |            |            |            |            |            |            |  |  |  |  |  |  |  |  |  |  |  |  |
|                            |           |           |           |           |           | Taksony | Taksony | Taksony    | Taksony    | Taksony    | Taksony    |            |            | Ismeretlen | Ismeretlen | Ismeretlen | Ismeretlen | Ismeretlen | Ismeretlen |         |         |            |            |            |            |            |            |         |         |        |        |         |         |         |         |         |         |  |  |       |       |       |       |       |       |  |  |            |            |            |            |            |            |  |  |  |  |  |  |  |  |  |  |  |  |
|                            |           |           |           |           |           |         |         |            |            |            |            |            |            |            |            |            |            |            |            |         |         |            |            |            |            |            |            |         |         |        |        |         |         |         |         |         |         |  |  |       |       |       |       |       |       |  |  |            |            |            |            |            |            |  |  |  |  |  |  |  |  |  |  |  |  |
|                            |           |           |           |           |           |         |         |            |            |            |            |            |            |            |            |            |            |            |            |         |         |            |            |            |            |            |            |         |         |        |        |         |         |         |         |         |         |  |  |       |       |       |       |       |       |  |  |            |            |            |            |            |            |  |  |  |  |  |  |  |  |  |  |  |  |
| Géza                       | Géza      | Géza      | Géza      | Géza      | Géza      |         |         |            |            |            |            |            |            | Mihály     | Mihály     | Mihály     | Mihály     | Mihály     | Mihály     |         |         | Ismeretlen | Ismeretlen | Ismeretlen | Ismeretlen | Ismeretlen | Ismeretlen |         |         |        |        |         |         |         |         |         |         |  |  |       |       |       |       |       |       |  |  |            |            |            |            |            |            |  |  |  |  |  |  |  |  |  |  |  |  |
| Géza                       | Géza      | Géza      | Géza      | Géza      | Géza      |         |         |            |            |            |            |            |            | Mihály     | Mihály     | Mihály     | Mihály     | Mihály     | Mihály     |         |         | Ismeretlen | Ismeretlen | Ismeretlen | Ismeretlen | Ismeretlen | Ismeretlen |         |         |        |        |         |         |         |         |         |         |  |  |       |       |       |       |       |       |  |  |            |            |            |            |            |            |  |  |  |  |  |  |  |  |  |  |  |  |
|                            |           |           |           |           |           |         |         |            |            |            |            |            |            |            |            |            |            |            |            |         |         |            |            |            |            |            |            |         |         |        |        |         |         |         |         |         |         |  |  |       |       |       |       |       |       |  |  |            |            |            |            |            |            |  |  |  |  |  |  |  |  |  |  |  |  |
|                            |           |           |           |           |           |         |         |            |            |            |            |            |            |            |            |            |            |            |            |         |         |            |            |            |            |            |            |         |         |        |        |         |         |         |         |         |         |  |  |       |       |       |       |       |       |  |  |            |            |            |            |            |            |  |  |  |  |  |  |  |  |  |  |  |  |
| I. István                  | I. István | I. István | I. István | I. István | I. István |         |         |            |            | Ismeretlen | Ismeretlen | Ismeretlen | Ismeretlen | Ismeretlen | Ismeretlen |            |            | Vazul      | Vazul      | Vazul   | Vazul   | Vazul      | Vazul      |            |            | László     | László     | László  | László  | László | László |         |         |         |         |         |         |  |  |       |       |       |       |       |       |  |  |            |            |            |            |            |            |  |  |  |  |  |  |  |  |  |  |  |  |
| I. István                  | I. István | I. István | I. István | I. István | I. István |         |         |            |            | Ismeretlen | Ismeretlen | Ismeretlen | Ismeretlen | Ismeretlen | Ismeretlen |            |            | Vazul      | Vazul      | Vazul   | Vazul   | Vazul      | Vazul      |            |            | László     | László     | László  | László  | László | László |         |         |         |         |         |         |  |  |       |       |       |       |       |       |  |  |            |            |            |            |            |            |  |  |  |  |  |  |  |  |  |  |  |  |
|                            |           |           |           |           |           |         |         |            |            |            |            |            |            |            |            |            |            |            |            |         |         |            |            |            |            |            |            |         |         |        |        |         |         |         |         |         |         |  |  |       |       |       |       |       |       |  |  |            |            |            |            |            |            |  |  |  |  |  |  |  |  |  |  |  |  |
|                            |           |           |           |           |           |         |         |            |            |            |            |            |            |            |            |            |            |            |            |         |         |            |            |            |            |            |            |         |         |        |        |         |         |         |         |         |         |  |  |       |       |       |       |       |       |  |  |            |            |            |            |            |            |  |  |  |  |  |  |  |  |  |  |  |  |
| I. András                  | I. András | I. András | I. András | I. András | I. András |         |         | Anasztázia | Anasztázia | Anasztázia | Anasztázia | Anasztázia | Anasztázia |            |            | I. Béla    | I. Béla    | I. Béla    | I. Béla    | I. Béla | I. Béla |            |            | Richeza    | Richeza    | Richeza    | Richeza    | Richeza | Richeza |        |        | Levente | Levente | Levente | Levente | Levente | Levente |  |  |       |       |       |       |       |       |  |  |            |            |            |            |            |            |  |  |  |  |  |  |  |  |  |  |  |  |
| I. András                  | I. András | I. András | I. András | I. András | I. András |         |         | Anasztázia | Anasztázia | Anasztázia | Anasztázia | Anasztázia | Anasztázia |            |            | I. Béla    | I. Béla    | I. Béla    | I. Béla    | I. Béla | I. Béla |            |            | Richeza    | Richeza    | Richeza    | Richeza    | Richeza | Richeza |        |        | Levente | Levente | Levente | Levente | Levente | Levente |  |  |       |       |       |       |       |       |  |  |            |            |            |            |            |            |  |  |  |  |  |  |  |  |  |  |  |  |
|                            |           |           |           |           |           |         |         |            |            |            |            |            |            |            |            |            |            |            |            |         |         |            |            |            |            |            |            |         |         |        |        |         |         |         |         |         |         |  |  |       |       |       |       |       |       |  |  |            |            |            |            |            |            |  |  |  |  |  |  |  |  |  |  |  |  |
|                            |           |           |           | Salamon   |           |         |         |            |            |            |            |            |            |            |            |            |            |            |            |         |         |            |            |            |            |            |            |         |         |        |        |         |         |         |         |         |         |  |  |       |       |       |       |       |       |  |  |            |            |            |            |            |            |  |  |  |  |  |  |  |  |  |  |  |  |
|                            |           |           |           |           |           |         |         |            |            |            |            |            |            |            |            |            |            |            |            |         |         |            |            |            |            |            |            |         |         |        |        |         |         |         |         |         |         |  |  |       |       |       |       |       |       |  |  |            |            |            |            |            |            |  |  |  |  |  |  |  |  |  |  |  |  |
|                            |           |           |           |           |           |         |         |            |            |            |            |            |            |            |            |            |            |            |            |         |         |            |            |            |            |            |            |         |         |        |        |         |         |         |         |         |         |  |  |       |       |       |       |       |       |  |  |            |            |            |            |            |            |  |  |  |  |  |  |  |  |  |  |  |  |
|                            |           |           |           |           |           |         |         |            |            |            |            |            |            |            |            |            |            |            |            |         |         |            |            |            |            |            |            |         |         |        |        |         |         |         |         |         |         |  |  |       |       |       |       |       |       |  |  |            |            |            |            |            |            |  |  |  |  |  |  |  |  |  |  |  |  |
| I. Géza                    | I. Géza   | I. Géza   | I. Géza   | I. Géza   | I. Géza   |         |         | I. László  | I. László  | I. László  | I. László  | I. László  | I. László  |            |            | Lampert    | Lampert    | Lampert    | Lampert    | Lampert | Lampert |            |            | Zsófia     | Zsófia     | Zsófia     | Zsófia     | Zsófia  | Zsófia  |        |        | Eufémia | Eufémia | Eufémia | Eufémia | Eufémia | Eufémia |  |  | Ilona | Ilona | Ilona | Ilona | Ilona | Ilona |  |  | Ismeretlen | Ismeretlen | Ismeretlen | Ismeretlen | Ismeretlen | Ismeretlen |  |  |  |  |  |  |  |  |  |  |  |  |
| I. Géza                    | I. Géza   | I. Géza   | I. Géza   | I. Géza   | I. Géza   |         |         | I. László  | I. László  | I. László  | I. László  | I. László  | I. László  |            |            | Lampert    | Lampert    | Lampert    | Lampert    | Lampert | Lampert |            |            | Zsófia     | Zsófia     | Zsófia     | Zsófia     | Zsófia  | Zsófia  |        |        | Eufémia | Eufémia | Eufémia | Eufémia | Eufémia | Eufémia |  |  | Ilona | Ilona | Ilona | Ilona | Ilona | Ilona |  |  | Ismeretlen | Ismeretlen | Ismeretlen | Ismeretlen | Ismeretlen | Ismeretlen |  |  |  |  |  |  |  |  |  |  |  |  |
| Magyar királyok (1074-től) |           |           |           |           |           |         |         |            |            |            |            |            |            |            |            |            |            |            |            |         |         |            |            |            |            |            |            |         |         |        |        |         |         |         |         |         |         |  |  |       |       |       |       |       |       |  |  |            |            |            |            |            |            |  |  |  |  |  |  |  |  |  |  |  |  |